# Хиперион (роман)
Вижте пояснителната страница за други значения на Хиперион.
„Хиперион“ е американски научнофантастичен роман от Дан Симънс. Романът е отличен с наградата „Хюго“ за 1990 година в категорията научна фантастика. Това е първата книга от поредицата „Хиперион“.